# Opius mischa
Opius mischa är en stekelart som beskrevs av Fischer 1968. Opius mischa ingår i släktet Opius och familjen bracksteklar. Inga underarter finns listade i Catalogue of Life.